# Geografia Tokelau

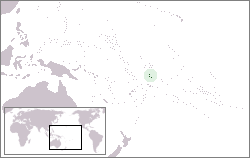
Położenie wysp

Tokelau jest zależnym terytorium należącym do Nowej Zelandii, które leży w środkowej części Oceanu Spokojnego. Tokelau składa się z trzech atoli koralowych, gdzie panuje tropikalny i wilgotny klimat. Wyspy zostały odkryte w 1765 roku. W przypadku wysp Tokelau zwraca uwagę fakt, że ponieważ archipelag Tokelau znajduje się w przybliżeniu pomiędzy 171 a 172 stopniem długość geograficznej zachodniej, a macierzyste wyspy Nowej Zelandii – pomiędzy 167 a 178 stopniem długości wschodniej, to dzieli je linia zmiany daty i obowiązująca na wyspach Tokelau strefa czasowa (UTC-11) różni się o dokładnie całą dobę od letniej strefy czasowej Nowej Zelandii (UTC+13), czyli w chwili, gdy na Nowej Zelandii jest niedzielne południe, to na Tokelau jest południe sobotnie.

## Powierzchnia i rozmieszczenie wysp
Powierzchnia - 12,6 km²

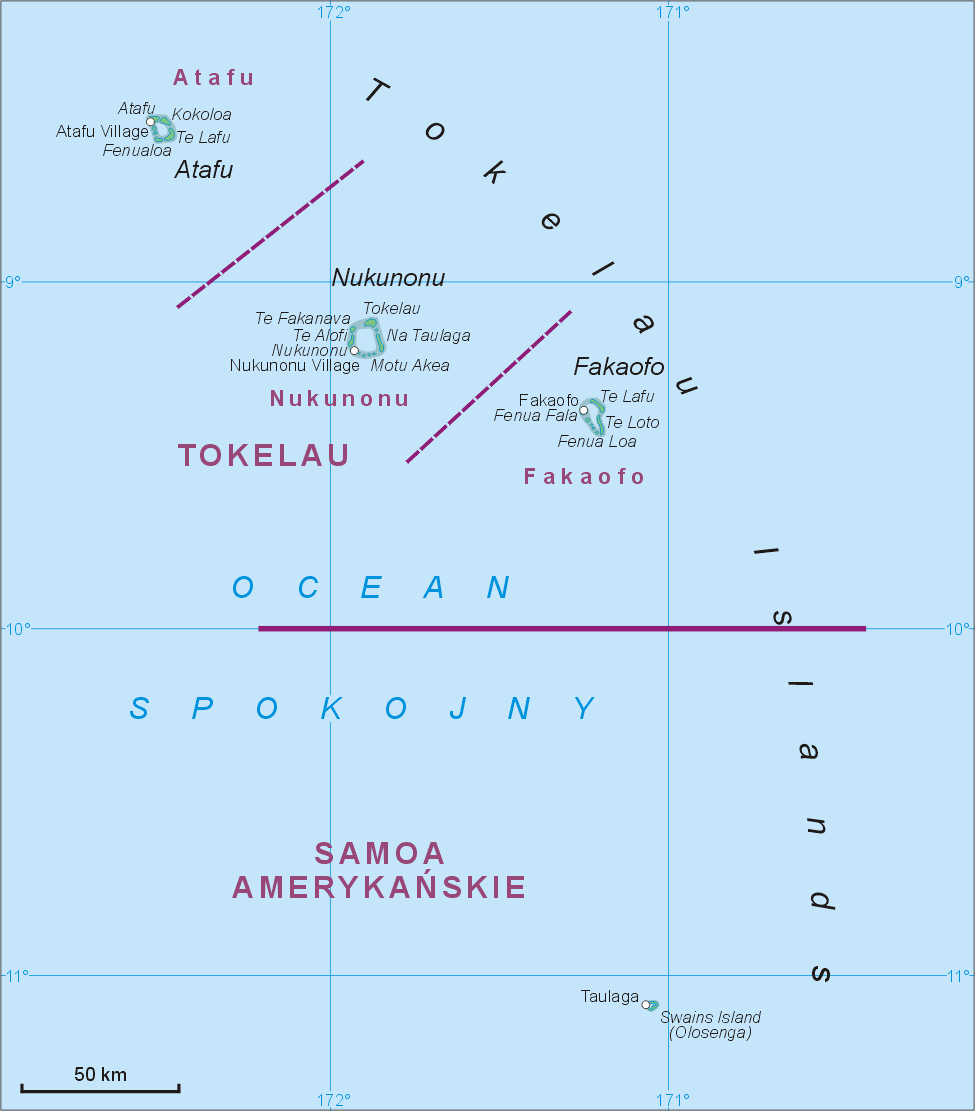
Mapa wysp

Trzy atole ułożone w kierunku północny zachód - południowy wschód leżą między 8°32'S, a 9°27'S, oraz 171°09'W, a 172°31'W. Wyspy rozciągają się na długości 180 km. 
Linia brzegowa - 101 km

## Ukształtowanie poziome

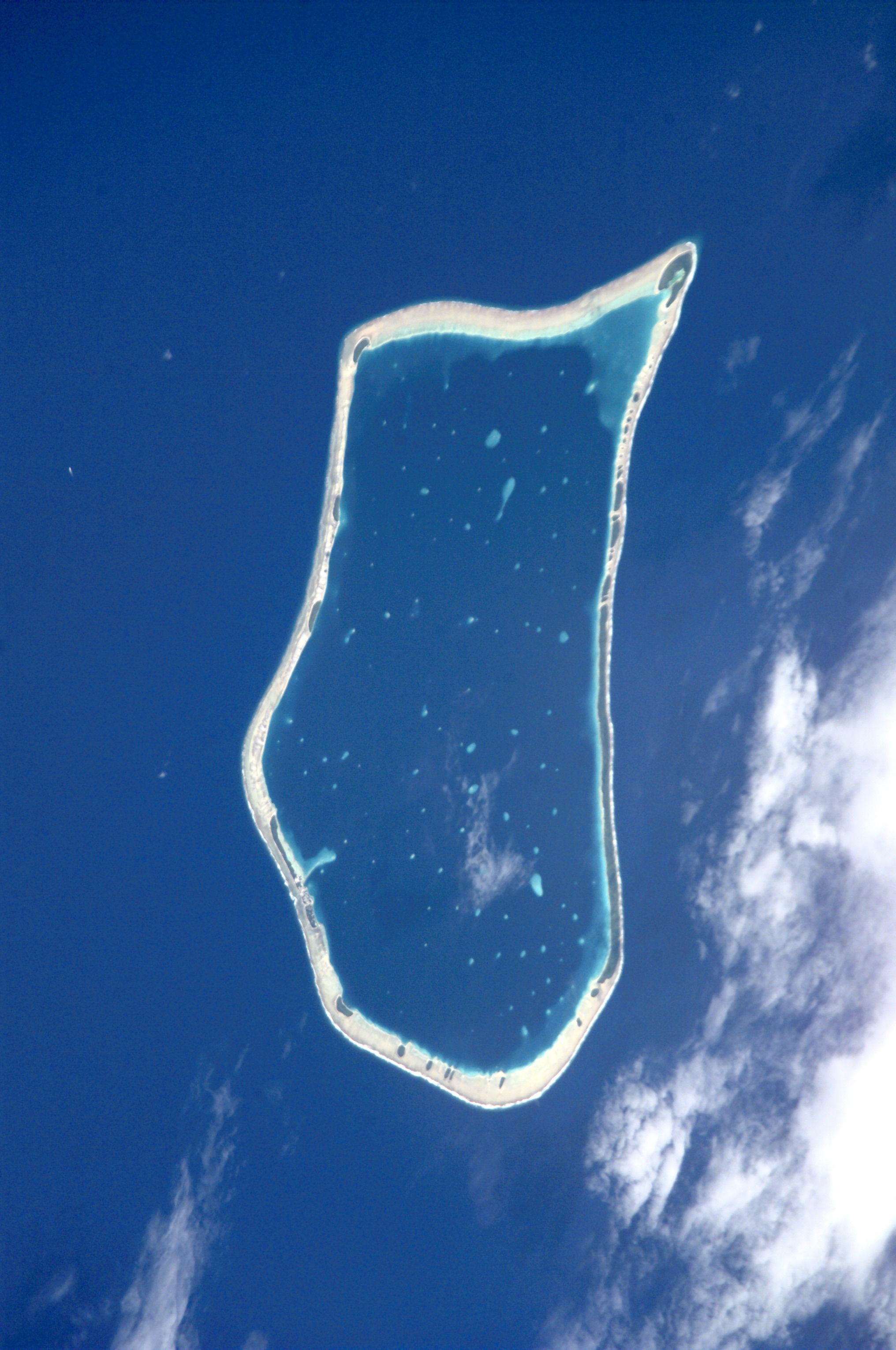
Atol Nukunonu widziany z pokładu samolotu pasażerskiego

Składające się z trzech atoli wyspy leżą 500 km na północ od Samoa, w połowie drogi między Hawajami, a Nową Zelandią. Do atoli należą: Nukunonu, który jest największy (4,7 km²), Atafu (4,4 km²), który leży 92 km na północny zachód od Nukunonu i Fakaofo (3,5 km²), który leży 64 km na południowy wschód od atolu centralnego. Podane powierzchnie atoli dotyczą jedynie obszarów lądowych, dużo większy obszar zajmuje wewnętrzna laguna owych atoli. Linia brzegowa atoli (wysp, które je tworzą) jest słabo rozwinięta, a wybrzeże wysp jest niskie i piaszczyste. 

## Budowa geologiczna i rzeźba
Wyspy Tokelau leżą na bazaltowych stożkach wulkanicznych, które pochodzą z kredy. Utwory te w okresie czwartorzędu zostały przykryte osadami wapiennymi, w wyniku czego uformowały się obecne wyspy. Atole koralowe składają się z pierścienia wysepek, które połączone są ze sobą rafą koralową. Wewnątrz znajduje się płytka laguna.
Wyspy są niskie, gdzie średnia wysokości wynosi 1–2 m n.p.m. i nie przekracza wartości 5 m n.p.m. Wszystkie wysepki są płaskie i pokryte płytkimi ubogimi glebami. Niewielka wysokość ponad poziom morza sprawia, że wyspy te mogą zniknąć pod wodą, w wyniku skutków globalnego ocieplenia.

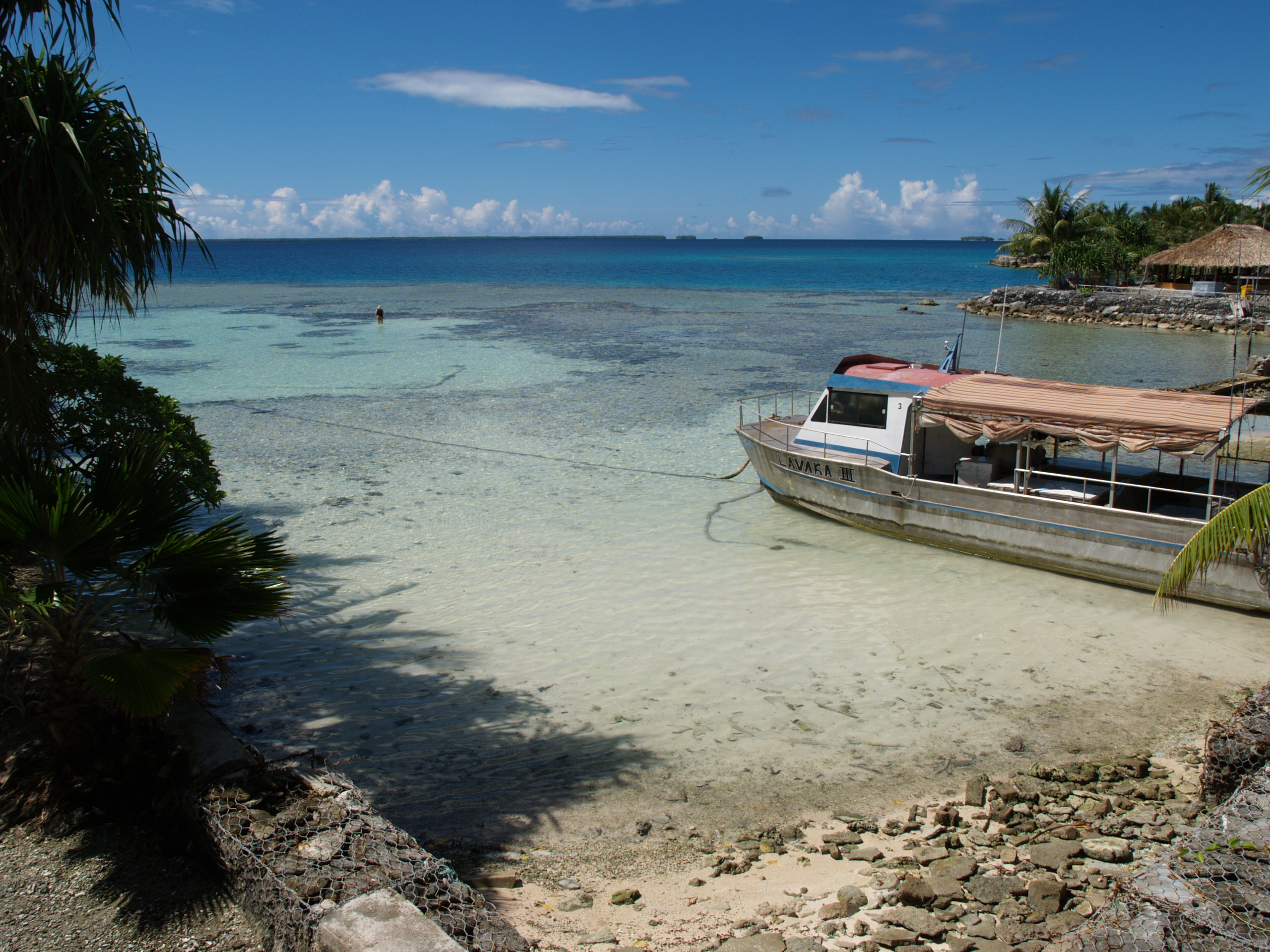
Laguna na Nukunonu

## Klimat
Wyspy leżą w strefie klimatu równikowego wilgotnego, który jest kształtowany przez południowo-wschodnie pasaty. Temperatury typowe dla obszarów równikowych wynoszą średnio 28 °C. Brak wartości ekstremalnych, a dobowe wahania są niewielkie. Temperatury łagodzone są przez wpływ oceanu (ciepłe prądy morskie) i przede wszystkim przez bryzę morską. Średnia roczna opadowa jest wysoka i wynosi od 3 000 do 4 500 mm. Brak pory suchej, opady są całoroczne, choć w półroczu zimowym intensywność opadów jest mniejsza. Wyspy Tokelau cechują się wysoką wilgotnością powietrza i nasłonecznieniem. Tokelau leży w regionie występowania tajfunów. 

## Wody
Całkowity brak wód powierzchniowych co jest spowodowane budową wierzchniej warstwy podłoża i samą wielkością wysp, uniemożliwiającą rozwój sieci rzecznej. Wody gruntowe są zasolone. Woda pitna jest pozyskiwana z opadów deszczu i gromadzona w zbiornikach. 

## Flora i fauna
Szata roślinna jest dobrze zachowana, wyspy porastają niewielkie, subtropikalne formacje leśne złożone głównie z pandanusów i palm kokosowych. Wśród roślinności wysp występuje też roślinność krzaczasta. W obrębie Tokelau rozwinęły się formacje raf koralowych. W wielu miejscach obszary wysepek pozbawione są roślinności gdzie występują nagie skały pozbawione pokrywy glebowej. Takie gatunki jak palma kokosowa czy bananowiec są wykorzystywane dla potrzeb rolnictwa. 
Świat zwierząt ogranicza się do ptaków morskich i zwierząt żyjących w środowisku wodnym jakim jest ocean.